# Castèunòu de Grassa
Castèunòu de Grassa (en francès Châteauneuf-Grasse) és un municipi francès situat al departament dels Alps Marítims i a la regió de Provença – Alps – Costa Blava.

## Demografia
| 1962                                       | 1968  | 1975  | 1982  | 1990  | 1999  | 2006  |
| ------------------------------------------ | ----- | ----- | ----- | ----- | ----- | ----- |
| 1.103                                      | 1.278 | 1.602 | 2.128 | 2.806 | 2.968 | 3.118 |
| Des de 1962: població sense dobles comptes |       |       |       |       |       |       |

## Administració
| Període | Identitat          | Partit |
| ------- | ------------------ | ------ |
| 2001-   | Jean-Pierre Maurin |        |

## Agermanaments
- Prelà

## Personatges relacionats
- Calouste Gulbenkian hi és enterrat.